# أندريس باسترانا أرانغو
أندريس باسترانا أرانغو (بالإسبانية: Andrés Pastrana Arango) (و. 1954 – م) هو دبلوماسي، ومحام، وصحفي من كولومبيا ولد في بوغوتا.

## التعليم
تعلم في جامعة هارفارد.

## روابط خارجية
- أندريس باسترانا أرانغو على موقع الموسوعة البريطانية (الإنجليزية)
- أندريس باسترانا أرانغو على موقع مونزينجر (الألمانية)